# ベリー・ファンドリエル
- ベリー・ファンドリエル
- ベリー・ファンディール

ベリー・ファン・ドリエル（Berry van Driel、1984年12月26日 - ）は、オランダ・南ホラント州ハーグ出身のプロ野球選手（投手）。右投げ右打ち。現在は、オランダ国内リーグであるホーフトクラッセのキュラソー・ネプテューヌスに所属している。

## 経歴
5歳で野球を始め、ホーフトクラッセのSV ADO下部チームに所属していた。
2002年にリーグ戦に初出場を果たす。当時は投手だけでなく、内野手も兼任していた。
2007年から投手に専念するようになる。同年のヨーロッパ野球選手権大会で初めてオランダ代表入りして以来、多くの国際大会に出場している。
2008年にDOORネプテューヌスへ移籍した。現在はチームのクローザーを務めている。
2009年開幕前の3月に開催された第2回WBCのオランダ代表に選出された。
2011年9月20日に第39回IBAFワールドカップのオランダ代表に選出された。同大会でヨーロッパの国としては、1938年大会のイギリス代表以来73年ぶりの優勝を果たした。この栄誉を称えて代表24人全員に「サー」の爵位が贈られ、ファンドリエルにも贈られた。
2013年開幕前の3月に開催された第3回WBCのオランダ代表に選出された。
2015年4月13日に第15回ワールドポート・トーナメントと第1回WBSCプレミア12のオランダ代表候補選手に選出された。6月30日に第15回ワールドポート・トーナメントのオランダ代表に選出された。
オフの10月12日に第1回WBSCプレミア12のオランダ代表候補選手36名に選出され、10月20日に第1回WBSCプレミア12のオランダ代表選手28名に選出された。
2016年7月9日に第28回ハーレムベースボールウィークのオランダ代表に選出された。
オフの8月25日に第2回フランス国際野球大会のオランダ代表に選出された。9月7日に第34回ヨーロッパ野球選手権大会のオランダ代表に選出された。両大会で優勝を果たした。
10月18日に日本代表との強化試合のオランダ代表に選出された。
2017年開幕前の2月7日に同年のアメリカ遠征のオランダ代表に選出された。2月9日に第4回WBCのオランダ代表指名投手枠に選出された。

## 詳細情報

### 代表歴
- 2009 ワールド・ベースボール・クラシック・オランダ代表
- 2011 IBAFワールドカップ オランダ代表
- 2013 ワールド・ベースボール・クラシック・オランダ代表
- 2015 ワールドポート・トーナメント オランダ代表
- 2015 WBSCプレミア12 オランダ代表
- 2016 ハーレムベースボールウィーク オランダ代表
- 2016年フランス国際野球大会オランダ代表
- 2016年ヨーロッパ野球選手権大会オランダ代表
- 2016年の日本代表との強化試合
- 2017年の野球オランダ代表によるアメリカ遠征